# Runemo
Runemo est une localité de Suède située à Ovanåker, dans le comté de Gävleborg de la province historique de Hälsingland. On y compte 263 habitants en 2010.